# Willians Santana
Willians Santana (22 de mayo de 1988) es un futbolista brasileño que se desempeña como delantero.
Jugó para clubes como el Vitória, Palmeiras, Fluminense, Sport Recife, América, Bahia, Matsumoto Yamaga FC, Atlético Goianiense y Avaí.

## Trayectoria

### Clubes
| Club                | País   | Año         |
| ------------------- | ------ | ----------- |
| Vitória             | Brasil | 2006 - 2010 |
| Palmeiras           | Brasil | 2009 - 2010 |
| Desportivo Brasil   | Brasil | 2010 - 2015 |
| Fluminense          | Brasil | 2010 - 2011 |
| Sport Recife        | Brasil | 2011 - 2013 |
| América             | Brasil | 2013 - 2014 |
| Bahia               | Brasil | 2015        |
| Matsumoto Yamaga FC | Japón  | 2015 - 2016 |
| Atlético Goianiense | Brasil | 2017        |
| Avaí                | Brasil | 2017        |